# Manne Siegbahn
Manne Siegbahn (3. prosince 1886, Örebro – 26. září 1978, Stockholm) byl švédský fyzik, nositel Nobelovy ceny za fyziku z roku 1924, kterou obdržel za výzkum v oblasti rentgenové spektroskopie. Titul Ph.D. obdržel na Lundské univerzitě v roce 1911 za disertaci s názvem Magnetische Feldmessungen (měření magnetických polí). Jeho syn Kai Manne Börje Siegbahn získal Nobelovu cenu v roce 1981 taktéž za fyziku.